# Cycle de Setné
Le cycle de Setné (ou roman de Satni) est un ensemble de deux récits de la littérature égyptienne antique attesté à partir du IIIe siècle av. J.-C. sur des papyrus des époques hellénistique et romaine. Ces récits ont pour personnage principal commun Setné, scribe et magicien librement inspiré par le personnage historique réel de Khâemouaset, l'un des fils du pharaon Ramsès II.

## Résumé

### Setné I: Setné et le livre de Thôt
Le premier et le plus ancien des récits mettant en scène Setné relate sa tentative pour s'emparer du livre de Thot en le volant à la momie d'un puissant magicien, Nofrekôptah. Lorsque Setné s'apprête à commettre son vol, le fantôme de la sœur et épouse de Nofrekôptah, Ahouré, apparaît et tente de l'en dissuader. Elle lui raconte en détail comment Nofrekôptah s'est emparé lui-même du livre et les malheurs qu'il a attiré ainsi sur lui-même et sur sa famille. 
Nofrekôptah a eu vent de l'existence du livre de Thot par un vieux prêtre qui lui en a indiqué l'emplacement, quelque part au fond de la mer de Coptos. Avec l'accord de son pharaon, Nofrekôptah a mené une expédition maritime jusqu'à l'endroit indiqué et a fendu les flots par magie pour récupérer au fond de la mer le coffre contenant le livre. Grâce à sa magie, il a aussi pu écarter la masse de serpents et de scorpions qui protégeait le coffre, affronter et vaincre le serpent immortel (animal pouvant symboliser l'immortalité, qui est donc potentiellement indestructible) qui était noué autour, puis ouvrir les coffres gigognes contenant le livre. Devenu ainsi le maître des deux formules du livre, qui lui permettent de contempler le cosmos et les dieux dans toute leur splendeur, il en a fait profiter son épouse. Mais le dieu Thot, s'étant aperçu du vol, a réclamé et obtenu auprès de Phré (Rê) le droit de châtier le voleur. Sous la malédiction de Thot, Ahouré tombe à l'eau et se noie, puis c'est au tour de leur fils. Désespéré, Nofrekôptah fait fixer à sa taille le papyrus du livre puis se suicide en se noyant à son tour. Au retour de l'expédition, le pharaon se lamente, puis aperçoit le corps du magicien qui a surnagé et le papyrus qui est intact. Le pharaon fait alors embaumer Nofrekôptah et sa famille, puis les fait placer dans leur tombeau.
Setné écoute attentivement le récit du fantôme d'Ahouré, mais n'est nullement dissuadé de s'emparer du livre. Alors qu'il s'apprête à prendre le livre de Thot, toujours fixé à la poitrine de la momie de Nofrekôptah, ce dernier s'anime et défie Setné à une partie de jeu de société dont l'enjeu sera la possession du livre. Setné accepte, mais Nofrekôptah gagne peu à peu et Setné s'enfonce petit à petit dans la terre jusqu'aux oreilles. Setné appelle son frère de lait, Inaros, qui, sur son ordre, lui apporte ses grimoires de magie. Grâce à ses livres, Setné peut vaincre Nofrekôptah et s'empare du livre de Thot. Mais Nofrekôptah jure d'obliger Setné à rapporter le livre jusqu'à sa tombe, avec un bâton pointu dans une main et un brasero allumé sur la tête.
Quelque temps après, Setné aperçoit par la fenêtre de sa maison une femme sublime. Il apprend par un esclave qu'elle se nomme Taboubou. Éperdument amoureux, Setné fait tout pour séduire Taboubou et accepte pour elle d'accomplir les actes les plus insensés. Il va jusqu'à lui léguer sa maison et faire jeter ses propres enfants par la fenêtre, puis se réjouir d'entendre les chiens et les chats les dévorer. Setné se couche ensuite auprès de Taboubou, mais celle-ci disparaît. Setné se retrouve nu en présence de son pharaon. Mais celui-ci lui révèle qu'il a été victime d'une illusion : Taboubou est en réalité le fantôme d'Ahouré qui l'a séduit pour l'effrayer. Les enfants de Setné sont toujours en vie et auprès du véritable pharaon. Setné rejoint son vrai pharaon et lui raconte ce qui lui est arrivé. Le pharaon demande à Setné s'il était ivre, puis ramène Setné à la sagesse en lui recommandant d'aller rapporter le livre de Thot à Nofrekôptah, ce que Setné finit par faire. Nofrekôptah lui demande de ramener dans sa tombe les momies de sa femme Ahouré et de son fils, dont seuls les fantômes sont présents auprès de lui pour le moment. Setné obéit, rend honneur à Isis à Coptos et cherche les tombes d'Ahouré et de Merib, qu'il finit par retrouver avec l'aide de Nofrekôptah lui-même matérialisé sous l'apparence d'un vieux prêtre. Ahouré et Merib sont placés aux côtés de Nofrekôptah et Setné reprend son existence habituelle.

### Setné II: Setné et les prodiges de son fils Siousir

#### Une descente aux Enfers
Le second récit mettant en scène Setné, plus récent, relate comment Setné eut un fils et comment ce fils, Siousir (ou Sa-Ousir), accomplit plusieurs prodiges magiques. Setné et sa femme Méhousékhé se désolent de ne pas avoir d'enfant jusqu'au jour où Méhousékhé fait un rêve qui lui indique comment tomber enceinte de Setné en lui faisant cueillir et manger une graine poussée à l'endroit où Setné urine. Méhousékhé tombe enceinte et le fils qui en naît, Siousir, grandit et mûrit à une vitesse surnaturelle. 
Dès son enfance, Siousir devient un scribe précoce et très doué, réputé pour sa grande intelligence. Un jour, Siousir et Setné contemplent le cortège funèbre d'un homme riche, suivi de nombreux proches endeuillés et de pleureuses ; Setné remarque alors, non loin de là, le cortège funèbre d'un homme pauvre qui s'en va sans être accompagné de personne, dans une grande misère. Siousir souhaite à Setné d'avoir un cortège funèbre semblable à celui de l'homme pauvre, ce qui étonne et attriste Setné. Siousir emmène Setné dans une grotte et lui montre un aperçu de l'au-delà, du jugement de l'âme et du sort des hommes après leur mort. L'homme pauvre, qui s'est montré vertueux pendant sa vie, obtient un sort bien plus heureux que l'homme riche, qui a été injuste pendant sa vie et se trouve condamné à porter dans l'orbite d'un de ses yeux le gond de la porte de l'au-delà. Siousir avait prévu cela, ce qui explique son souhait pour son père.

#### La guerre des sorciers
Par la suite, Siousir vient en aide à Setné dans une lutte contre un magicien venu du pays de Koush pour défier le pharaon. Le magicien de Koush met le pharaon au défi de lire le contenu d'une lettre qu'il a apportée sur lui, mais sans défaire le sceau qui la ferme et sans l'ouvrir. Le pharaon, embarrassé, s'en remet à Setné, qui se désole. Il finit par s'ouvrir de son problème à Siousir, qui affirme, puis prouve, qu'il est capable de lire le contenu d'un livre situé dans la même pièce sans besoin de l'ouvrir. Setné amène son fils devant le pharaon et le magicien de Koush. Siousir lit le contenu de la lettre.
La lettre apportée par le magicien de Koush relate les ruses préparées par trois magiciens de Koush contre le pharaon 1500 ans plus tôt. Ces trois magiciens sont nommés Hor fils de la truie, Hor fils de la Nubienne et Hor fils de la vierge. Ils discutent entre eux au sujet du mal qu'ils voudraient faire au pharaon Ménekhphrê-Siamon (Menkhepe-Rê, c'est-à-dire Thoutmôsis III). Le kour qui gouverne la région surprend leur conversation et les incite à passer à l'acte. Hor, fils de la Nubienne, façonne un cortège en cire qui va s'emparer du pharaon, l'emporte hors d'Égypte jusqu'au pays de Koush, lui inflige cinq cents coups de bâton et à le fait ramener dans son palais, le tout en l'espace d'une nuit, en moins de six heures. Le pharaon, meurtri, s'adresse à l'un de ses magiciens, Hor fils de Pnesh, qui fait une prière au dieu Thot. Thot lui apparaît en rêve et lui indique comment trouver et recopier l'un de ses grimoires magiques, le Livre de magie. Hor fils de Pnesh utilise ensuite ses talismans pour protéger le pharaon en empêchant les serviteurs de cire de venir le chercher la nuit suivante. Il lance à son tour un sortilège contre le kour, qui est à son tour pris par des serviteurs de cire, emporté au loin et brisé de coups de bâton avant d'être rapporté chez lui, le tout en moins de six heures. Hor fils de la Nubienne tente de protéger le kour mais Hor fils de Pnesh déploie une magie supérieure. Le kour envoie Hor fils de la Nubienne jusqu'en Égypte où il défie Hor fils de Pnesh à un duel magique. Le magicien koushite invoque une grande flamme, que le magicien égyptien éteint à l'aide d'une trombe d'eau. Le magicien koushite invoque des ténèbres épaisses, mais le magicien égyptien les fait dissiper par un grand vent. Hor fils de la Nubienne fait apparaître un énorme dôme de pierre qui coupe du monde le pharaon et ses princes, mais Hor fils de Pnesh fait apparaître une barque sur laquelle il place le dôme avant de l'envoyer au loin jusqu'au lac Moéris. Hor fils de la Nubienne tente de fuir sous la forme d'un oiseau, mais Hor fils de Pnesh le stoppe et fait apparaître un chasseur prêt à le tuer. La Nubienne, mère de Hor le koushite, vient à son secours sous la forme d'une oie, mais Hor fils de Pnesh la maîtrise de la même façon. Les Koushites doivent s'avouer vaincus. Hor fils de Pnesh les bannit et leur fait prêter serment de ne plus revenir en Égypte avant les 1500 prochaines années. 
Après avoir lu le contenu de la lettre, Siousir révèle que le magicien koushite qui est venu l'apporter n'est autre que Hor fils de la Nubienne, qui revient défier le pharaon d'Égypte 1500 ans plus tard. Siousir révèle qu'il est lui-même la réincarnation de Hor fils de Pnesh, car il avait subodoré les complots des magiciens de Koush et a prié Osiris de lui permettre de remonter sur terre afin de protéger une nouvelle fois le pharaon. Siousir invoque un grand feu qui consume Hor fils de la Nubienne, puis il disparaît. Setné, affligé, a perdu son fils. Le pharaon le récompense par des réjouissances. Le soir, Setne se couche auprès de sa femme Méhousékhé et ils font l'amour. Méhousékhé tombe à nouveau enceinte et accouche d'un second fils, Ousimenrê. Setné se réjouit et rend honneur à Siousir/Hor fils de Pnesh dans ses prières.

## Les manuscrits du cycle de Setné
Le récit Setné I (contant le vol du livre de Thot) nous a été transmis sur le papyrus Caire 30646, qui date du IIIe siècle av. J.-C. environ et porte un texte en égyptien démotique. Le début du récit manque, mais les colonnes de texte sont numérotées, ce qui permet de savoir que celles qui manquent sont les deux premières. La clarté de la structure du récit permet de reconstituer les grandes lignes du début. Le texte conservé commence pendant le début du récit du fantôme d'Ahouré, peu avant son mariage avec son frère Nofrekkôptah.
Le récit Setné II (les prodiges de Siousir) a été conservé sur le manuscrit P. BM 604, écrit par un scribe anonyme au verso de deux registres fonciers datant du règne de l'empereur romain Claude ; ce récit est rédigé en grec. Le texte comporte sept colonnes conservées ; le début, représentant au moins une colonne de texte, est manquant.

## Analyse
Le personnage de Setné-Khâemouaset s'inspire du personnage historique réel de Khâemouaset, l'un des fils du pharaon Ramsès II, célèbre par sa passion pour les ruines et les bâtiments anciens (il remit en état des bâtiments vieux d'au moins mille ans). Khâemouaset exerça entre autres la charge de grand prêtre de Ptah à Memphis, la charge sacerdotale la plus prestigieuse de l'Égypte à son époque. Ce prêtre avait notamment le titre de sem ou setem, qui a peut-être donné « Setné » par déformation (la forme « Setmé » est aussi attestée pour le nom de ce personnage). Le personnage de Siousir, dans le second récit, est, quant à lui, entièrement fantastique.
Le livre de Thot, tel qu'il apparaît dans le premier récit, est certainement une interprétation romanesque du véritable livre de Thot.
Les noms royaux cités dans le cycle ne font pas appel à une réalité historique très objective. Il fut écrit à une époque tardive, constituant un écho à une passé et des souvenirs lointains. Ici, il est fait allusion au prince Khâemouaset, personnage érudit dont la personnalité exceptionnelle impressionna longtemps les esprits. Na-Nefer-ka-ptah (ou Nofrekôptah) et Ahouré, enfants du pharaon Mernebptah, se marient, malgré les réticences de leur père. Seuls les rois pouvaient épouser leur sœur. Étant d'essence divine, il n'y avait pas là d'adultère. Mais pour la société dans son ensemble, le fait était condamnable. Le texte du conte, tardif, mélange les traditions anciennes en les confondant.
Lors de la descente aux Enfers, l'image du jugement montrée est plus récente que celle, ancienne et traditionnelle. Cette dernière oppose, sur les deux plateaux de la balance, d'une part une figurine de la déesse Maât symbolisant la vérité et la justice, de l'autre le cœur du justiciable, organe qui réfléchit et commande les actions de tout être.
Dans le passage où Siousir devine le contenu de la lettre et qu'il demande confirmation à Hor fils de la Nubienne, ce dernier est qualifié d'homme aux cheveux bouclés. C'est ainsi que les Égyptiens qualifiaient les Noirs.

## Postérité après l'Antiquité
L'écrivain français J.-H. Rosny aîné s'inspire librement du cycle de Setné dans sa nouvelle Les Aventures de Setnê parue en 1902.